# Beachsoccer League (Südamerika)

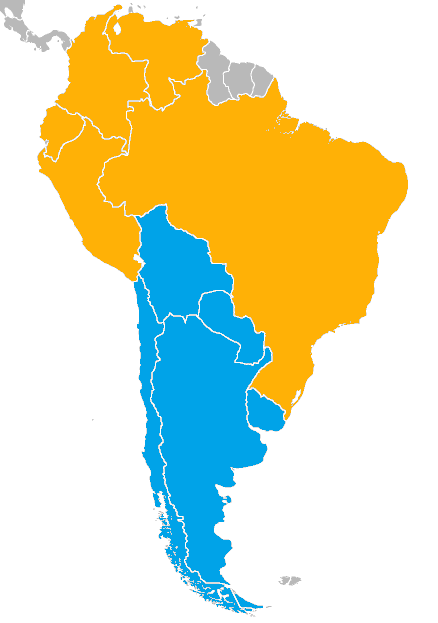
Zoneneinteilung

Die Beachsoccer League (Südamerika) (span.: CONMEBOL Liga Sudamericana de Fútbol Playa) ist ein kontinentaler Beachsoccer-Wettbewerb der seit 2017 vom südamerikanischen Fußballverband CONMEBOL ausgetragen wird. Die Besonderheit des Wettbewerbs besteht darin, dass sowohl die Männer- als auch U20-Teams der jeweiligen Länder für eine gemeinsame Punktewertung antreten. In einer ersten Phase ermitteln die 10 südamerikanischen Teilnehmer in einer Nord- (Brasilien, Ecuador, Kolumbien, Peru, Venezuela) und Südzone (Argentinien, Bolivien, Chile, Paraguay, Uruguay) die jeweiligen Sieger, welche dann in einem Finalturnier den Gesamtsieger ausspielen.

## Die Turniere im Überblick
| Jahr         | Austragungsort                          |                                         | Punktestand zwischen dem Sieger der Nord- und Südzone | Punktestand zwischen dem Sieger der Nord- und Südzone                    | Punktestand zwischen dem Sieger der Nord- und Südzone |                                                | Finalspiele der beiden Kategorien              | Finalspiele der beiden Kategorien             | Finalspiele der beiden Kategorien       |
| Jahr         | Austragungsort                          | Sieger                                  | Punkte                                                | 2. Platz                                                                 | Kategorie                                             | Hinspiel                                       | Rückspiel                                      |                                               |                                         |
| ------------ | --------------------------------------- | --------------------------------------- | ----------------------------------------------------- | ------------------------------------------------------------------------ | ----------------------------------------------------- | ---------------------------------------------- | ---------------------------------------------- | --------------------------------------------- | --------------------------------------- |
| 2017 Details | Rio de Janeiro (Brasilien)              | Brasilien                               | 12:0                                                  | Paraguay                                                                 | Männer U20                                            | Brasilien 7:4 (3 Pkt.) Brasilien 6:2 (3 Pkt.)  | Brasilien 6:1 (3 Pkt.) Brasilien 5:4 (3 Pkt.)  |                                               |                                         |
| 2018 Details | Encarnación (Paraguay)                  | Brasilien                               | 7:6 1                                                 | Paraguay                                                                 | Männer U20                                            | Brasilien 6:5 (3 Pkt.) Paraguay 2:1 (3 Pkt.)   | Brasilien 4:2 (3 Pkt.) Paraguay 5:3 (3 Pkt.)   |                                               |                                         |
| 2019 Details | Playas (Ecuador)                        | Brasilien                               | 12:0                                                  | Ecuador                                                                  | Männer U20                                            | Brasilien 11:5 (3 Pkt.) Brasilien 5:3 (3 Pkt.) | Brasilien 13:4 (3 Pkt.) Brasilien 4:3 (3 Pkt.) |                                               |                                         |
| 2020         | Abgesagt aufgrund der COVID-19-Pandemie | Abgesagt aufgrund der COVID-19-Pandemie | Abgesagt aufgrund der COVID-19-Pandemie               | Abgesagt aufgrund der COVID-19-Pandemie                                  | Abgesagt aufgrund der COVID-19-Pandemie               | Abgesagt aufgrund der COVID-19-Pandemie        | Abgesagt aufgrund der COVID-19-Pandemie        | Abgesagt aufgrund der COVID-19-Pandemie       | Abgesagt aufgrund der COVID-19-Pandemie |
| 2021         | Abgesagt aufgrund der COVID-19-Pandemie | Abgesagt aufgrund der COVID-19-Pandemie | Abgesagt aufgrund der COVID-19-Pandemie               | Abgesagt aufgrund der COVID-19-Pandemie                                  | Abgesagt aufgrund der COVID-19-Pandemie               | Abgesagt aufgrund der COVID-19-Pandemie        | Abgesagt aufgrund der COVID-19-Pandemie        | Abgesagt aufgrund der COVID-19-Pandemie       | Abgesagt aufgrund der COVID-19-Pandemie |
| 2022 Details | Santa Fe (Argentinien)                  |                                         | Brasilien Paraguay                                    | Rückspiel der Männer witterungsbedingt abgebrochen, Titel wurde geteilt. |                                                       |                                                | Männer U20                                     | Brasilien 6:2 (3 Pkt.) Brasilien 5:4 (3 Pkt.) | abgebrochen Paraguay 4:2 (3 Pkt.)       |
| 2023 Details | São Luís (Brasilien)                    | Paraguay                                | 6:3                                                   | Brasilien                                                                | Männer U20                                            | abgebrochen 2 Brasilien 6:3 (3 Pkt.)           | Paraguay 5:4 (3 Pkt.) Paraguay 5:3 (3 Pkt.)    |                                               |                                         |